# Посёлок Октябрьской фабрики
Октябрьской фабрики — посёлок сельского типа в Ивановском сельском поселении Истринского района Московской области. Население — 9 чел. (2010). С Истрой посёлок связан автобусным сообщением (автобус № 27. Истра — Манихино — Лукино).
Находится на правом берегу реки Истры примерно в 8 км на юго-восток от райцентра Истры, высота над уровнем моря 141 м. Ближайшие населённые пункты — Ивановское практически вплотную на западе и Обновлённый Труд на другом берегу реки.
В посёлке располагалась Октябрьская тонкосуконная фабрика.

## Население
| 2002 | 2006 | 2010 |
| ---- | ---- | ---- |
| 17   | ↘10  | ↘9   |